# ミラン・オステルツ
ミラン・オステルツ（スロベニア語: Milan Osterc、発音 [ˈmíːlan ˈòːstərts]、1975年7月4日 - ）は、スロベニアの元サッカー選手。元スロベニア代表。ポジションはFW。

## 来歴

### クラブ
NKヴェルジェイで選手となり、1993-94シーズンに2.SNLで20得点を記録し得点王に輝いた。1994年にNKベルティンツィに移籍し、その後NDゴリツァに在籍した。
1998年にエルクレスCFに移籍するも活躍出来ず、NKオリンピア・リュブリャナに移籍。その後ハポエル・テルアビブFCに移籍すると、UEFAカップ 2001-02で7得点を記録し準決勝進出に大きく貢献した。
その後ル・アーヴルACに移籍するも活躍出来ず、ブルサスポル、マラティヤスポル、AEKラルナカ、LASKリンツと渡り歩いたがマラティヤスポル以外では揮わず、無所属となった。
2007年夏にゴリツァに復帰すると2007-08シーズン、翌2008-09シーズンにそれぞれ10得点、さらに2009-10シーズンには23得点を記録しこのシーズンの1.SNL得点王に輝いた。
2010年にFCコペルに移籍、2012年に引退した。

### 代表
1997年9月6日に行われた1998 FIFAワールドカップ・予選のギリシャ代表戦で代表初出場。1999年2月8日に行われたオマーン代表との親善試合で4得点を記録し、代表初得点を記録した。その後、UEFA EURO 2000に出場。2002 FIFAワールドカップ・予選ではルーマニア代表とのプレーオフで得点を記録、最終的に2-1のスコアで下してワールドカップ初出場に大きく貢献、2002 FIFAワールドカップのメンバーにも選出された。

## 個人
同じくサッカー選手であるエンリク・オストルツは親戚にあたる。

## 代表歴

### 出場大会
- スロベニア代表
  - 2002 FIFAワールドカップ

### 試合数
- 国際Aマッチ 44試合 8得点（1997年-2002年）[8]

| スロベニア代表 | 国際Aマッチ | 国際Aマッチ |
| 年             | 出場        | 得点        |
| -------------- | ----------- | ----------- |
| 1997           | 2           | 0           |
| 1998           | 3           | 0           |
| 1999           | 11          | 5           |
| 2000           | 10          | 1           |
| 2001           | 12          | 2           |
| 2002           | 6           | 0           |
| 通算           | 44          | 8           |